# Catch & release

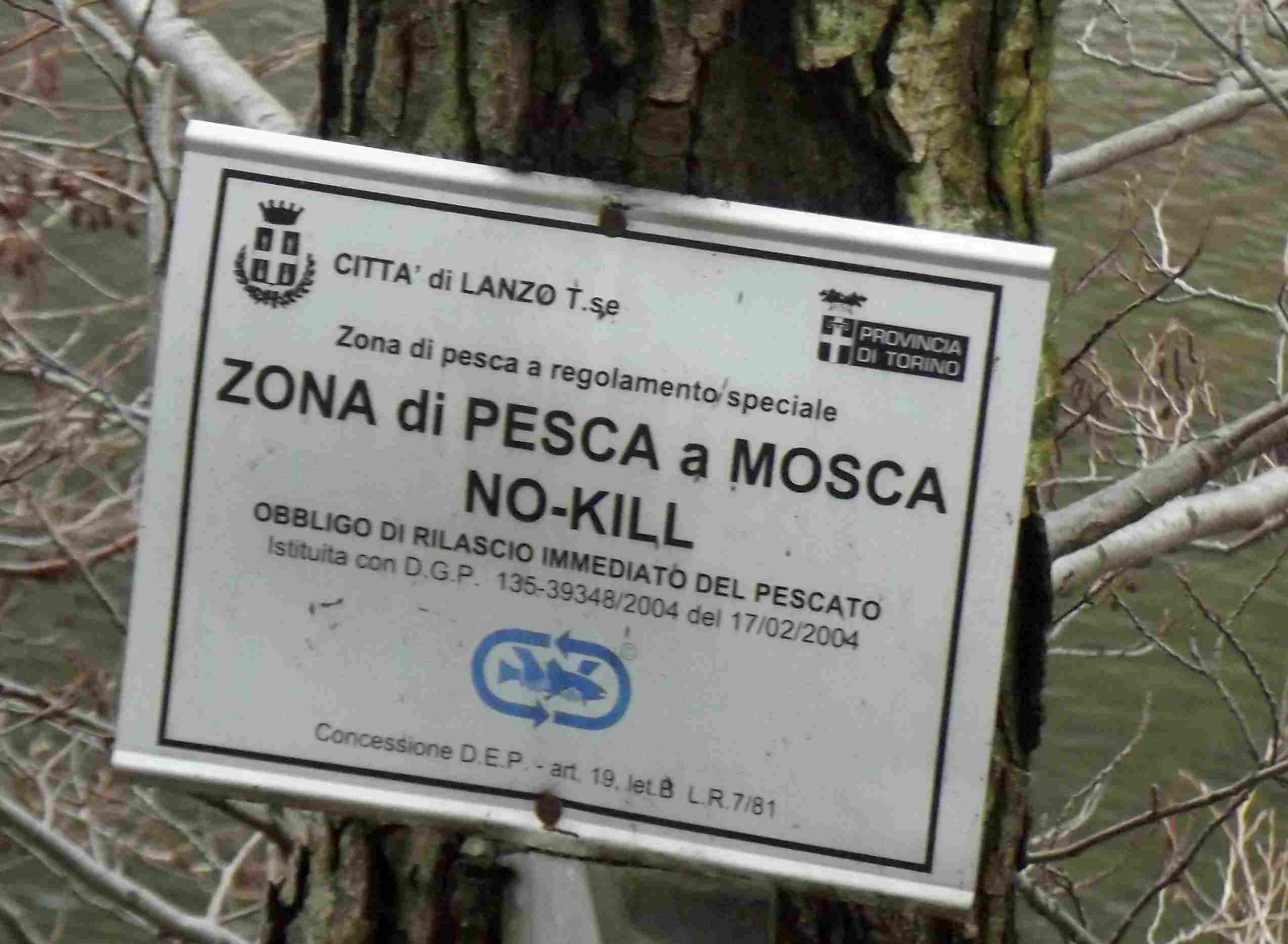
Cartello di delimitazione di una zona di pesca no-kill sulla Stura di Lanzo.

Il catch & release (dall'inglese catturare e rilasciare) è una pratica di pesca per la quale non si uccide il pesce pescato, qualsiasi sia la tecnica di pesca utilizzata, ma lo si rilascia in acqua.
Non ci sono notizie certe sull'origine di questo comportamento, ma si può dare per certo che abbia avuto inizio negli Stati Uniti negli ambienti della pesca con la mosca e della pesca a spinning al black bass o persico trota (Micropterus salmoides). Queste due tecniche di pesca, la pesca a mosca e lo spinning, sono tuttora le discipline alieutiche che supportano maggiormente e praticano il Catch & Release. L'impatto ambientale dei pescatori che praticano questa tecnica è quasi nullo dato che la popolazione ittica di una determinata area non viene in questo modo intaccata da un prelievo indiscriminato.
Rilasciare il pesce pescato, per chi condivide, attua e diffonde la pratica del catch and release, non è solo segno di civiltà e rispetto ambientale, ma rappresenta una vera filosofia e approccio alla pesca, dove alla gioia della cattura si aggiunge la felicità del vedere l'animale appena catturato di nuovo libero.

## Punti base delCatch & Release
La tecnica del Catch & Release, che consente di rilasciare i pesci catturati recando loro pochi danni e permettendone la successiva sopravvivenza, consiste in alcune regole basilari:
1. Usare ami singoli e senza ardiglione: gli ami multipli (ancorette) e gli ami con ardiglione provocano al pesce ferite gravi che ne mettono in pericolo la sopravvivenza. Usando ami singoli e privi dell'ardiglione si può slamare più facilmente il pesce e senza provocargli danni. Ami singoli senza ardiglione e di misura sproporzionata rispetto al pesce sono assolutamente da evitare poiché possono penetrare in profondità, causando gravi danni. Normalmente l'amo senza ardiglione non aumenta in modo significativo la percentuale di slamature durante il recupero del pesce.
2. Recuperare e slamare il pesce velocemente: il pesce durante il recupero lotta strenuamente per liberarsi. Questa lotta impari provoca uno stress grave con rilascio di un livello eccessivo di acido lattico. Sintomo di questo stress eccessivo causato da un recupero lento è la posizione che il pesce assume dopo esser stato rilasciato: sta fermo a lungo e, nei casi più gravi, si abbandona in posizione orizzontale alla corrente. Ugualmente importante è la slamatura veloce favorita dall'assenza dell'ardiglione sull'amo. Il pesce può sopravvivere fuori dell'acqua solo per pochi minuti ed è opportuno ridurre questo tempo a pochi secondi.
3. Tenere il pesce in acqua: se nel recupero si porta il pesce sin sopra riva, specie se sabbiosa o sassosa, ciò gli cagionerà altre ferite causate dagli urti o dallo sfregamento su di una superficie ruvida. Si deve tenere conto che la pelle del pesce è ricoperta da un muco protettivo e che la perdita di questo muco causata dallo strusciamento sul terreno può determinare infezioni da parassiti. Il pesce va quindi rilasciato mentre è ancora in acqua.
4. Maneggiare delicatamente il pesce con le mani bagnate: è essenziale non toccare il pesce con le mani asciutte;(da abbandonare la leggenda che un pesce toccato con le mani subisce ustioni e shock termico). Bagnarsi le mani evita anche l'asportazione del muco superficiale. La delicatezza e l'attenzione nel maneggiarlo è altrettanto importante: bisogna evitare di stressare particolarmente le branchie e di stringerlo con forza. Il retino, se ha una rete senza nodi, può essere d'aiuto purché si stia attenti a non far impigliare le maglie della rete con le branchie.
5. La slamatura: oltre a fare tutto ciò delicatamente e velocemente mantenendo il pesce in acqua, è opportuno utilizzare delle pinze (come le pinze emostatiche). Il pesce allamato profondamente (ovvero il pesce al quale l'amo si è aggrappato all'esofago e non alla bocca) non deve essere slamato. In questo caso la slamatura provoca ferite assai gravi in parti vitali: è meglio tagliare la lenza. Come valida alternativa al taglio della lenza, esiste da poco tempo (da ottobre 2006) uno slamatore (Larchy) in grado di localizzare l'amo, liberarne l'ardiglione ed invertirne la posizione anche nel più profondo dell'esofago ed estrarlo senza il pericolo del riaggancio sul percorso verso l'esterno, cosicché le ferite di cui sopra sono ridotte al minimo. Poiché il tutto si svolge in modo automatico, l'operazione è svolta in maniera rapida, sicura, mentre il pesce rimane in acqua e senza la necessità di afferrarlo.
6. La rianimazione: se il pesce è esausto non va lasciato andare immediatamente: occorre mantenerlo in acqua tenendolo con le mani e contro corrente. Muovendolo un poco in avanti ed indietro si fa entrare l'acqua e quindi l'ossigeno nelle sue branchie e lo si rilascia solo quando inizia a muoversi da solo cercando di liberarsi.

## Dibattito sul dolore nei pesci rilasciati

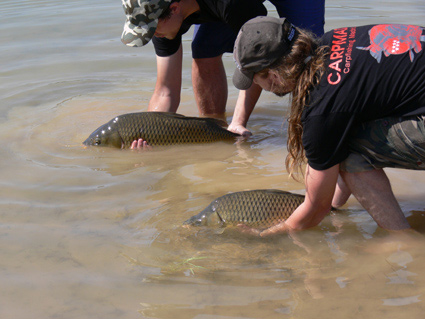
Due pescatori rilasciano pesci pescati in precedenza.

Gli oppositori del catch and release sostengono che i pesci sono vertebrati altamente evoluti che condividono molte delle stesse strutture neurologiche che negli esseri umani sono associate alla percezione del dolore. Citano studi che dimostrano che, dal punto di vista neurologico, i pesci sono abbastanza simili ai vertebrati superiori e che la chimica del sangue rivela che gli ormoni e i metaboliti associati allo stress sono piuttosto alti nei pesci che lottano contro amo e lenza. L'idea che i pesci non sentano dolore alla bocca è stata studiata all'Università di Edimburgo e al Roslin Institute iniettando veleno d'api e acido acetico nelle labbra della trota iridea; i pesci hanno risposto strofinando le labbra lungo i lati e il fondo delle vasche nel tentativo di alleviare la sensazione.
La ricercatrice capo Lynne Sneddon ha scritto: "La nostra ricerca dimostra la nocicezione e suggerisce che la stimolazione nociva nella trota iridea ha effetti comportamentali e fisiologici avversi. Ciò soddisfa i criteri per il dolore animale". Un articolo del 2014 fornisce una critica agli studi esistenti che pretendono di dimostrare che i pesci provano dolore. James D. Rose dell'Università del Wyoming sostiene che ciò potrebbe dimostrare una sensibilità chimica piuttosto che un dolore e che l'evidenza della sensazione di dolore nei pesci è ambigua.

## Lesioni e mortalità nei pesci rilasciati
Un metastudio del 2005 ha rilevato che il tasso medio di mortalità per cattura e rilascio era del 18%, ma variava notevolmente a seconda della specie. Durante uno studio del Dipartimento di conservazione della fauna selvatica dell'Oklahoma, fino al 43% dei pesci rilasciati dopo essere stati catturati sono morti entro sei giorni a causa di procedure inadeguate di detenzione e pesatura durante i tornei. Studi del 2016 riportati nel Montana stimano che circa il 20% delle trote rilasciate muore a causa di lesioni o stress e per quelle che non muoiono, le lesioni possono ridurre significativamente la loro capacità di nutrirsi e crescere.
Ricerche emergenti suggeriscono che la cattura e il rilascio non funzionano molto bene con i pesci catturati durante la pesca d’altura (l'attività di pesca svolta in acque con una profondità di almeno 30 metri, dove è possibile catturare pesci di grandi dimensioni non presenti in acque più basse). La maggior parte delle specie di pesci di acque profonde soffrono dell'improvviso cambiamento di pressione quando vengono portati in superficie da grandi profondità; queste specie non possono adattare la fisiologia del proprio corpo abbastanza rapidamente da seguire il cambiamento di pressione. Il risultato è chiamato "barotrauma". I pesci con barotrauma avranno la vescica natatoria enormemente gonfia che sporge dalla bocca, i bulbi oculari sporgenti e spesso subiranno altre lesioni, più subdole ma comunque molto gravi. Al momento del rilascio, i pesci con barotrauma non saranno in grado di nuotare o immergersi a causa della vescica natatoria gonfia. La pratica comune è quella di sgonfiarla pungendola con un oggetto sottile e appuntito prima di tentare di rilasciare il pesce. Ricerche emergenti indicano inoltre che sia il barotrauma che la pratica di sgonfiare la vescica natatoria sono entrambi altamente dannosi per i pesci e che i tassi di sopravvivenza dei pesci di acque profonde catturati e rilasciati sono estremamente bassi.